# Viernes 13 (franquicia)
Viernes 13 (en inglés: Friday the 13th) es una franquicia de horror estadounidense  que, hasta 2009, comprende doce películas slasher, una serie televisiva, novelas, cómics, tres videojuegos y merchandising relacionado. La franquicia se enfoca principalmente en el personaje ficticio Jason Voorhees, quién, siendo un niño, se ahogó en el Campamento del Lago de Cristal debido a la negligencia del personal del campamento. Décadas más tarde, se rumora que el lago está "maldito" y es la escena para una serie de asesinatos en masa. Jason está presente en todas las películas, tanto como el asesino o la motivación para los asesinatos. La película original fue escrita por Victor Miller y estuvo producida y dirigida por Sean S. Cunningham. Aun así, él tampoco regresó para escribir ni dirigir ninguna de las secuelas.
La primera película fue creada para aprovechar el éxito de Halloween (1978), y su propio éxito condujo a Paramount Pictures para adquirir los derechos de Friday the 13th. Frank Mancuso, Jr., quién produjo las películas, también desarrolló el show televisivo Friday the 13th: The Series después de que Paramount lanzara Viernes 13 Parte 6: Jason Vive. La serie televisiva no fue conectada a la franquicia por ningún personaje o escena, pero estaba basada en la idea de "maldiciones y mala suerte", lo que simbolizaba la serie de películas. Mientras la franquicia estaba en manos de Paramount, cuatro películas fueron adaptadas a novelas, con Viernes 13 Parte III adaptada por dos autores distintos. Cuando la franquicia fue vendida a New Line Cinema, Cunningham regresó como productor para supervisar dos películas adicionales, además de un crossover con otro ícono del horror, Freddy Krueger de la serie de películas  A Nightmare on Elm Street. Bajo el control de New Line Cinema, 13 novelas y varias series de cómics que presentan a Jason fueron publicadas.
Pese a que las películas no fueron nada populares entre los críticos, Viernes 13 es considerada como una de las franquicias más icónicas del terror, solo por sus películas, pero también debido a la extensa mercancía y repetidas referencias a la serie en la cultura popular. La popularidad de la franquicia ha generado una fanbase cuyos integrantes han creado sus propias películas de Viernes 13, diseñando réplicas del traje de Jason Voorhees, y se han tatuado el cuerpo con motivos de Viernes 13. La máscara de hockey que lleva Jason se ha convertido en una de las imágenes más reconocibles dentro de la cultura popular.

## Películas
| Película                                                | Director           | Escritor(es)                                    | Productor(es)                          | Slasher                       |
| Viernes 13 (1980)                                       | Sean S. Cunningham | Victor Miller                                   | Sean S. Cunningham                     | Pamela Voorhees               |
| Viernes 13 Parte II (1981)                              | Steve Miner        | Ron Kurz                                        | Steve Miner                            | Jason Voorhees                |
| Viernes 13 Parte III-3D (1982)                          | Steve Miner        | Martin Kitrosser & Carol Watson                 | Frank Mancuso Jr.                      | Jason Voorhees                |
| Friday the 13th: The Final Chapter (1984)               | Joseph Zito        | Barney Cohen                                    | Frank Mancuso Jr.                      | Jason Voorhees                |
| Friday the 13th: A New Beginning (1985)                 | Danny Steinmann    | Martin Kitrosser, David Cohen & Danny Steinmann | Timothy Silver                         | Roy Burns                     |
| Friday the 13th Part VI: Jason Lives (1986)             | Tom McLoughlin     | Tom McLoughlin                                  | Don Behrns                             | Jason Voorhees                |
| Friday the 13th Part VII: The New Blood (1988)          | John Carl Buechler | Manuel Fidello & Daryl Haney                    | Iain Paterson                          | Jason Voorhees                |
| Friday the 13th Part VIII: Jason Takes Manhattan (1989) | Rob Hedden         | Rob Hedden                                      | Randy Cheveldave                       | Jason Voorhees                |
| Jason Goes to Hell: The Final Friday (1993)             | Adam Marcus        | Jay Huguely, Adam Marcus & Dean Lorey           | Sean S. Cunningham                     | Jason Voorhees                |
| Jason X (2001)                                          | James Isaac        | Todd Farmer                                     | Noel Cunningham                        | Uber Jason Voorhees           |
| Freddy vs. Jason (2003)                                 | Ronny Yu           | Mark Swift & Damian Shannon                     | Sean S. Cunningham                     | Jason Voorhees Freddy Krueger |
| Viernes 13 (2009)                                       | Marcus Nispel      | Mark Swift & Damian Shannon                     | Michael Bay, Andrew Form & Brad Fuller | Jason Voorhees                |

### Friday the 13th(1980)
En 1958, en el campamento de verano de Crystal Lake, los monitores Barry Jackson y Claudette Hayes se cuelan dentro de una cabaña de almacenamiento para tener relaciones sexuales, donde un asaltante invisible los asesina. En la actualidad, el 13 de junio de 1979, Enos, un camionero, lleva a la monitora del campamento Annie Phillips a la mitad del camino al reabierto Crystal Lake, a pesar de las advertencias de un anciano conocido como el Loco Ralph y las reacciones de disgusto de la gente del pueblo. Mientras conduce, Enos advierte a Annie sobre el turbulento pasado del campamento, que comenzó cuando un niño se ahogó en Crystal Lake en 1957. Después de ser dejada en medio de la carretera, una persona invisible lleva a Annie en su coche y la lleva más allá del campamento. Cuando Annie escapa del vehículo, el asesino la persigue por el bosque y le acaba cortando la garganta.
En el campamento, los monitores Ned Rubinstein, Jack Marand, Bill Brown, Marcie Stanler, Brenda Jones y Alice Hardy, junto con el propietario Steve Christy, remodelan las cabañas y las instalaciones. Cuando se acerca una tormenta, Steve sale del campamento para abastecerse de suministros. Ned ve a alguien entrar a una cabaña y lo sigue. Mientras, Jack y Marcie tienen relaciones sexuales en una de las literas de la cabaña, pero no se dan cuenta del cuerpo degollado de Ned que está sobre ellos. Cuando Marcie se va para ir al baño, el asesino atraviesa a Jack con una flecha por debajo de la cama. El asesino sigue a Marcie al baño y le clava un hacha en la cara. Cuando Brenda se acuesta a dormir, escucha la voz de un niño pequeño que pide ayuda y sale al campo de tiro con arco, donde se encienden las luces. Brenda grita, dando a entender que fue asesinada.
Preocupados por la desaparición de sus amigos, Alice y Bill salen de la cabaña principal para investigar. Encuentran el hacha en la cama de Brenda, los teléfonos desconectados y la camioneta de Ned inoperable. Más tarde, Steve regresa y reconoce al asesino invisible, quien lo apuñala en el vientre, matándolo.
Cuando se va la luz, Bill va a revisar el generador. Alice sale a buscarlo y encuentra su cuerpo clavado con flechas en la puerta de la sala del generador. Ella huye a la cabaña principal para esconderse, solo para traumatizarse aún más cuando el cuerpo de Brenda es arrojado por la ventana. Poco después, Alice ve que se detiene un vehículo y sale corriendo, pensando que es Steve. En cambio, es recibida por Pamela Voorhees, una mujer de mediana edad que dice ser una vieja amiga de Steve y su familia.
Ella revela que su hijo, Jason Voorhees, era el niño que se ahogó en 1957, culpando de su muerte a la negligencia de los monitores porque estaban teniendo relaciones sexuales en lugar de estar haciendo su trabajo. Revelándose a sí misma como la asesina, Pamela intenta matar a Alice, pero Alice la deja inconsciente. En la orilla del lago del campamento, Pamela intenta matar a Alice nuevamente con un machete, pero Alice gana ventaja y la decapita. Agotada, Alice aborda y se queda dormida dentro de una canoa que flota en el lago de Crystal Lake. De repente, el cadáver en descomposición de Jason arrastra a Alice al lago, momento en el que se despierta en un hospital rodeada por un sargento de policía y personal médico que la atiende. Cuando Alice pregunta por Jason, el sargento dice que no había señales de ningún niño. Ella dice: "Entonces sigue allí", mientras se muestra el lago con ondas en el agua.

### Friday the 13th Part II(1981)
Dos meses después de los asesinatos en el campamento de verano de Crystal Lake, Alice Hardy, la única superviviente de la matanza, se está recuperando de su traumática experiencia. En su apartamento, cuando Alice abre el refrigerador para darle comida a su gato, encuentra la cabeza decapitada de Pamela Voorhees y es asesinada con un picahielo en la sien por un hombre desconocido.
Cinco años después, Paul Holt abre un curso para monitores de campamento en la orilla de Crystal Lake. Al campamento asisten Sandra Dier, su novio Jeff Dunsberry, Scott Cheney, Terry McCarthy, Mark Jarvis, Vickie Perry, Ted Bowen y la asistente de Paul, Ginny Field, así como muchos otros estudiantes. Esa noche en una hoguera, Paul les cuenta a los monitores la leyenda de Jason Voorhees, un niño que se ahogó en Crystal Lake en 1957, haciendo que su vengativa madre cometa dos matanzas en 1958 y 1979, hasta que finalmente fue asesinada. Según la leyenda, Jason sobrevivió y ahora vive en el bosque cerca de Crystal Lake; enfurecido por la muerte de su madre, matará a cualquiera que entre a Crystal Lake. Cuando Paul termina la historia, un hombre con una lanza asusta a todos, pero se revela que es Ted con una máscara. Paul les asegura a todos que Jason y Pamela están muertos y que el campamento Crystal Lake ahora está abandonado y fuera de los límites.
Esa noche, el loco Ralph deambula por la propiedad para advertir al grupo, pero un asesino fuera de vista lo ahorca por detrás de un árbol. Al día siguiente, Jeff y Sandra se escabullen al campamento de Crystal Lake y encuentran el cadáver de un perro antes de ser atrapados por el agente Winslow y regresar al campamento. Mientras patrulla, Winslow ve a un hombre misterioso corriendo por la calle. Winslow lo persigue por el bosque y encuentra una cabaña. El hombre mata a Winslow clavándole la parte de atrás de un martillo en la cabeza.
De vuelta en el campamento, Paul les ofrece a los demás una última noche en la ciudad antes de que comience el entrenamiento. Seis se quedan en el campamento, incluidos Jeff y Sandra, quienes se ven obligados a quedarse como castigo por escabullirse. En el bar, Ginny reflexiona que si Jason todavía estuviera vivo y hubiera presenciado la muerte de su madre, podría haberlo dejado sin poder hacer distinción entre la vida y la muerte, o el bien y el mal. Paul descarta la idea y proclama que Jason no es más que una leyenda urbana. Mientras tanto, el asesino (que se revela como un hombre con un saco en su cabeza a modo de máscara) aparece en el campamento y mata a los monitores uno por uno. Primero mata a Scott al degollarlo con un machete mientras está colgado en una trampa de cuerda, y Terry muere fuera de la pantalla al encontrar el cadáver de Scott. Después mata a Mark al clavarle un machete en la cara y se cae por un tramo de escaleras. Luego, el asesino sube las escaleras y empala a Jeff y Sandra con una lanza mientras tienen relaciones sexuales, y por último mata a Vickie al apuñalarla con un cuchillo de cocina.
Más tarde, Ginny y Paul regresan dejando a Ted en un bar, para encontrar el lugar desordenado. En la oscuridad, el asesino deja inconsciente a Paul y continúa persiguiendo a Ginny por todo el campamento y hacia el bosque, donde se encuentra con la cabaña. Después de atrincherarse en el interior, encuentra un altar con la cabeza momificada de Pamela Voorhees, rodeada por una pila de cuerpos. Al darse cuenta de que Jason Voorhees es el asesino, Ginny se pone el suéter de Pamela y trata de convencer psicológicamente a Jason de que ella es su madre. El engaño funciona brevemente, hasta que Jason ve la cabeza de su madre en el altar y se despierta del trance. Paul regresa repentinamente e intenta salvar a Ginny, pero Jason lo incapacita. Justo cuando Jason está a punto de matar a Paul con un pico, Ginny toma un machete y lo inserta en el hombro de Jason, aparentemente matándolo.
Paul y Ginny regresan a la cabaña y escuchan a alguien afuera. Pensando que Jason los ha seguido, abren la puerta, solo para encontrar al perro de Terry, Muffin. Justo cuando suspiran aliviados, Jason sin máscara irrumpe por la ventana desde atrás y atrapa a Ginny. Luego se despierta cuando la cargan en una ambulancia y llama a Paul, que no se ve por ningún lado, dejando su destino desconocido. De vuelta en la cabaña, la cabeza de Pamela permanece en el altar, pero Jason no se encuentra por ningún lado.

### Friday the 13th Part III(1982)
La película comienza un día después de los hechos ocurridos en Viernes 13 Parte 2, con Jason Voorhees desapareciendo sin dejar rastro. Los paramédicos retiran múltiples cadáveres mientras que la única sobreviviente, Ginny Field, es llevada al hospital para recuperarse de sus heridas. Llegada la noche, observamos a Jason Voorhees merodeando los alrededores. Sus primeras víctimas son Harold y Edna, dueños de un pequeño mercado de las cercanías. Horas más tarde, un grupo de amigos: Chris, Andy, Debbie, el bromista Shelly, Vera, Chuck y Chili llegan a “Higgins Haven”, una granja propiedad de la familia de Chris.
Chris regresa al lugar luego de dos años de ausencia. Había decidido no volver por un tiempo debido a un evento traumático que sufrió siendo más joven. En el lugar se encuentra Rick, novio de Chris, quien desea retomar la relación, resentida por el tiempo que estuvieron separados. Ya instalados en la casa, Shelly decide ir a comprar provisiones y Vera lo acompaña, utilizando para ello el auto de Rick. Mientras estaban en la tienda, hacen enojar accidentalmente a una pandilla de motociclistas: Ali, Loco y Fox, los cuales juran vengarse de los jóvenes. Poco después, Ali y Loco roban la gasolina de la minivan de Chris y se disponen a incendiar el granero. Fox, mientras tanto, investiga el lugar. Para su desgracia, encuentran a Jason, que los va asesinando uno a uno.
Al llegar la noche, Shelly, usando una máscara de hockey sobre hielo, le juega una pesada broma a Vera. Ella, enfurecida, le recrimina su falta de madurez y el hecho de que sus continuas bromas son la causa de que la gente no lo tome en serio, particularmente las mujeres. Shelly, avergonzado, se dirige al granero, sin advertir el peligro que le espera. Poco después, Jason aparece usando por primera vez la famosa máscara de hockey y le dispara a Vera con un arpón, atravesando su ojo y matándola de inmediato. Mientras tanto, Debbie y Andy se encuentran acostados en una hamaca de su habitación. Andy decide ir por una cerveza mientras Debbie toma una ducha, pero ambos son asesinados por Jason, quien ha logrado ingresar a la cabaña.
Jason corta la energía eléctrica y Chuck se dirige a revisar los fusibles. Jason lo arroja sobre el tablero eléctrico y muere instantáneamente. Chili queda sola en la cocina y al escuchar ruidos que vienen desde el exterior, abre la puerta. Shelly aparece con un profundo corte en el cuello pidiendo ayuda, moribundo. Chili no lo toma en serio, ya que está acostumbrada a sus frecuentes bromas. Al notar que Shelly está muerto, va en busca del resto de sus amigos, pero descubre horrorizada que todos han sido asesinados. Jason aparece súbitamente y la traspasa con un hierro al rojo vivo en el abdomen. Mientras tanto, Chris y Rick detienen el vehículo y conversan en el bosque. Chris le cuenta su espeluznante experiencia de años atrás. Le dice que luego de tener una discusión con sus padres, huyó de su hogar y se internó en el bosque con la intención de preocuparlos, quedándose dormida bajo un árbol. Se despertó al oír a alguien aproximándose y vio a un hombre de rostro deforme acechándola. Chris quedó inconsciente al luchar violentamente con el sujeto. Al despertar se encontró en su habitación sin saber cómo había llegado allí. Sus padres no volvieron a mencionar lo ocurrido esa noche.
Rick la tranquiliza, diciéndole que todo es parte del pasado y deciden emprender el regreso a la granja. Al llegar, no encuentran a nadie, pero notan que el agua del baño está inundando todo el lugar y deciden investigar. Chris encuentra ropas ensangrentadas tapando la bañera y supone que es alguna broma de sus amigos. Entretanto Jason embosca a Rick y lo mata aplastándole el cráneo con tanta fuerza que uno de sus ojos salta hacia la cámara. Chris encuentra el cadáver de Loco, el pandillero, y huye rápidamente hacia la casa. Jason tira el cuerpo de Rick por la ventana y luego persigue a Chris, quien sube al primer piso y arroja sobre él unos estantes llenos de libros. Al verse acorralada, decide saltar por la ventana. Sube desesperada a su minivan para emprender la huida, pero se le acaba la gasolina y una de las llantas se atasca en los tablones de un puente de madera.
Jason no tarda en perseguirla y ambos se dirigen hacia el granero, donde Chris logra finalmente pasar una soga por el cuello de Jason y lo arroja pesadamente por la ventana, ahorcándolo. Creyéndolo muerto, se dispone a salir del granero, pero Jason aún sigue vivo y se quita la máscara por breves instantes. Chris se da cuenta de que él es el hombre que la atacó años atrás, lo cual aumenta su desesperación. Cuando el fin de Chris parece inminente, Ali, uno de los pandilleros presuntamente muertos, aparece y enfrenta a Jason pero este le corta la mano y lo mata con su machete. Chris aprovecha la distracción y tomando un hacha, la entierra en la frente de Jason. Agotada por lo ocurrido, toma uno de los botes y se queda dormida en el medio del lago. A la mañana siguiente, despierta y ve a Jason sin la máscara, observándola desde la orilla. Pero esto resulta ser solo una alucinación. Cuando cree estar a salvo, el cadáver descompuesto de Pamela Voorhees emerge de las aguas de Crystal Lake y hunde a Chris. Esto también es otra alucinación y poco después Chris, en un estado de completa histeria, es subida a una patrulla policial, para ser llevada probablemente a un hospital psiquiátrico. En la última escena, vemos el interior del granero y el cuerpo inmóvil de Jason con el hacha todavía clavada en su frente.

### Friday the 13th: The Final Chapter(1984)
La noche después de la masacre en Higgins Haven, la policía limpia los terrenos y el cuerpo de Jason Voorhees, que se cree que está muerto, es llevado a la morgue. Jason revive espontáneamente y escapa de la cámara frigorífica del hospital, asesinando al forense Axel Burns con una sierra para metales y destripando a la enfermera Robbie Morgan con un bisturí. Al día siguiente, un grupo de adolescentes conduce hasta Crystal Lake para pasar el fin de semana. El grupo está formado por Paul, su novia Sam, la virgen Sara, su novio Doug, el torpe Jimmy y el bromista Ted. En el camino, el grupo se encuentra con la lápida de Pamela Voorhees y un autoestopista, a quien Jason pronto mata.
Los adolescentes llegan y conocen a los vecinos Trish Jarvis, su hermano Tommy de doce años y el perro de la familia, Gordon. Mientras salen a caminar al día siguiente, los adolescentes conocen a las hermanas gemelas Tina y Terri y se bañan desnudos con ellas. Trish y Tommy aparecen en escena, y Trish es invitada a una fiesta que tendrá lugar esa noche. Luego, cuando su auto se descompone, un joven llamado Rob Dier ayuda a Trish y Tommy. Lo llevan a su casa, donde conoce a su madre. Tommy le muestra varias máscaras de monstruos que hizo antes de que Rob se vaya de campamento.
Más tarde esa noche, los adolescentes comienzan la fiesta. Una Sam celosa ve a Tina coqueteando con Paul y se va. Ella sale al lago, donde Jason la empala desde debajo de una balsa con un machete. Cuando Paul sale a buscarla, es arponeado en la ingle. Terri intenta irse temprano de la fiesta, pero Jason la apuñala con una lanza antes de que pueda subirse a su bicicleta. La Sra. Jarvis llega a casa y descubre el corte de energía. Mientras busca a sus hijos y a Gordon, muere fuera de pantalla. Trish y Tommy pronto llegan y se dan cuenta de que su madre no está. Trish va a buscarla y encuentra el campamento de Rob. Se revela que Rob es el hermano de Sandra Dier de la segunda entrega. Rob le explica además que Jason todavía está vivo y que vino a Crystal Lake para vengar la muerte de su hermana. Preocupados por la seguridad de Tommy, Trish y Rob regresan a la casa.
Después de acostarse con Tina, Jimmy baja a buscar una botella de vino. Jason le sujeta la mano con un sacacorchos antes de golpearle la cara con un cuchillo de carnicero. Tina mira por la ventana de arriba y descubre que la bicicleta de su hermana todavía está allí. Jason luego irrumpe por la ventana y la arroja a su muerte, chocando contra el auto. Mientras un Ted drogado mira películas de ciervos con un proyector de películas, se acerca demasiado a la pantalla del proyector y es apuñalado en la cabeza con un cuchillo de cocina desde el otro lado. Jason luego sube las escaleras, donde Doug y Sara terminan de hacer el amor en la ducha. Después de que Sara se va, Jason mata a Doug aplastando su cabeza contra los azulejos de la ducha. Cuando Sara grita al encontrar el cuerpo de Doug, intenta escapar pero recibe un hacha doble en el pecho.
Trish, Rob y Gordon van a la casa de al lado para investigar y descubren los cuerpos de los adolescentes. Gordon huye y Jason mata a Rob en el sótano mientras Trish corre a casa y toma el machete de Rob. Ella y Tommy bloquean la casa, pero Jason irrumpe y los persigue hasta la habitación de Tommy. Trish atrae a Jason fuera de la casa y escapa, luego regresa a casa y se siente devastada al saber que Tommy no se escapó. Ella siente a Jason detrás de ella y trata de luchar contra él con el machete, pero es dominada. Habiéndose disfrazado para parecerse a Jason cuando era niño, Tommy lo distrae el tiempo suficiente para que Trish lo golpee con el machete, pero ella simplemente le quita la máscara. Mientras Trish se queda horrorizada ante la cara deformada de Jason, Tommy toma el machete y lo golpea en un costado de su cráneo, lo que provoca que se derrumbara en el suelo y se partiera la cabeza al impactar. Cuando Tommy se da cuenta de que los dedos de Jason se mueven ligeramente, continúa golpeando su cuerpo, gritando: "¡Muere! ¡Muere! ¡Muere!" mientras Trish grita repetidamente su nombre.
En el hospital, Tommy visita a Trish. Él entra corriendo, la abraza y con una mirada perturbada mira fijamente a la cámara.

### Friday the 13th: A New Beginning(1985)
Varios años después de la muerte de Jason Voorhees, un adolescente Tommy Jarvis es atormentado por las pesadillas del asesino en masa, lo que causa que sea internado en numerosos hospitales psiquiátricos. Finalmente es trasladado a un campamento para adolescentes huérfanos, rebeldes y con problemas mentales, el cual es administrado por el Dr. Matt Letter y su asistente Pam Roberts. Allí, Tommy conoce a otros adolescentes internados, los amantes Eddie Kelso y Tina McCarthy, el tartamudo Jake Patterson, la gótica Violet Moraine, la seria Robin Brown, el comensal compulsivo Joey Burns y el joven Reggie Winter, cuyo abuelo George Winter trabaja como cocinero del campamento. El grupo no es del agrado de su vecina Ethel Hubbard, ya que Eddie y Tina se han acostumbrado a tener relaciones sexuales en su propiedad. Por esta razón, Matt prohíbe al grupo aventurarse fuera del campamento.
Victor Faden, otro paciente del campamento, sufre un ataque de locura provocado por la impertinencia de Joey y lo mata brutalmente con un hacha, lo que lleva a su arresto. Esa noche, dos engrasadores Vinnie y Pete son asesinados por un asaltante desconocido después de que su auto se descompone, y una mesera y su novio mueren a la noche siguiente. El alguacil plantea la hipótesis de que Jason Voorhees ha vuelto a la vida y es el causante de los asesinatos, mientras que el propio Tommy se convierte en un sospechoso.
A la mañana siguiente, unos desobedientes Eddie y Tina van al bosque y tienen relaciones sexuales. Son descubiertos por el granjero de Ethel, Raymond Joffroy, quien es asesinado poco después por el asesino. Después de regresar de lavarse en el arroyo, Eddie descubre que Tina ha sido asesinada y poco después es asesinado por el asesino. Mientras tanto, Reggie le ruega a su abuelo que visite a su hermano Demon, que acaba de regresar a la ciudad, y Pam se ofrece a acompañarlo mientras lleva a Tommy. Mientras Pam y Reggie disfrutan de unas enchiladas con Demon y su novia, Tommy conoce al hijo de Ethel, Junior, y se pelea con él, pero luego huye al bosque después de darse cuenta de sus acciones. Después de que Pam y Reggie se van a buscar a Tommy, Demon tiene un caso grave de diarrea por las enchiladas y corre hacia la letrina. Mientras usaba la letrina, él y su novia son asesinados por el mismo asesino. Tras el regreso de Pam y Reggie al campamento, son advertidos de la desaparición del abuelo de Matt y Reggie. Pam va a buscarlos y Reggie va con Violet, Jake y Robin. En ese momento, Ethel y Junior son asesinados, al igual que Jake, Robin y Violet después de que Reggie se duerme. Reggie se despierta justo cuando Pam regresa y descubren los cadáveres del trío en la habitación de Tommy. Momentos después, el asesino, aparentemente siendo Jason Voorhees resucitado, irrumpe en la casa y entra a la habitación.
Después de una larga persecución en la que Pam y Reggie encuentran los cadáveres del abuelo de Reggie y Matt, Jason es golpeado por un tractor y luego atraído a un granero. Tommy regresa y es atacado por Jason, pero se defiende. Finalmente, Tommy lanza a Jason desde la ventana del desván a una grada de tractor, matándolo instantáneamente. En el proceso, la máscara de hockey del asesino se quita, revelando que en realidad es Roy Burns, uno de los paramédicos que llegaron a la escena después del asesinato de Joey. Más tarde, la policía identifica a Roy como el padre de Joey y determina que se volvió loco después de la muerte de su hijo y buscó venganza inspirado en las historias de las matanzas de Jason. Mientras se recupera en el hospital, Tommy tiene otra alucinación de Jason, pero se enfrenta a sus miedos y lo hace desaparecer. Luego oye que Pam se acerca y rompe la ventana para que parezca que se ha escapado. Cuando Pam entra corriendo, Tommy aparece detrás de la puerta con la máscara de hockey de Roy y empuñando un cuchillo de cocina.

### Friday the 13th Part VI: Jason Lives(1986)
Algún tiempo después de los hechos ocurridos en la película anterior, Tommy Jarvis es liberado de una institución mental, a pesar de que todavía sufre alucinaciones del asesino Jason Voorhees, a quien mató hace años. Regresa a Crystal Lake, ahora rebautizado como Forest Green, para enfrentar sus miedos, junto a su amigo Allen Hawes. Ambos visitan la tumba de Jason durante una tormenta eléctrica, con la esperanza de incinerar el cuerpo del asesino y finalmente terminar con las pesadillas de Tommy. Después de desenterrar el cadáver de Jason, Tommy experimenta recuerdos de su último encuentro con Jason y furiosamente empala el cuerpo de Jason con un poste de la valla metálica, al igual que dos rayos golpean el poste, causando que Jason vuelva a la vida como un asesino inmortal. Jason procede a matar a Hawes al atravesar su pecho con su mano y se pone su máscara de hockey, que Tommy trajo consigo. Tommy huye a la oficina del alguacil para advertir a la policía del regreso de Jason, solo para que sea arrestado y encarcelado. Su advertencia sobre el regreso de Jason no es escuchada por el alguacil Mike Garris, quien está al tanto de la institucionalización de Tommy y cree que está alucinando el regreso de Jason. En el camino, los consejeros del campamento Darren Robinson y Lizabeth Mott se pierden buscando el Campamento Forest Green y son detenidos por Jason, quien termina asesinando a ambos.
A la mañana siguiente, la hija de Garris, Megan, y sus amigos Sissy Baker, Cort Andrews y Paula Mott llegan a la estación de policía para reportar la desaparición de Darren y Lizabeth. Tommy les advierte sobre Jason, pero como ahora se le considera una leyenda urbana, ignoran las advertencias, aunque Megan se siente cada vez más atraída por él. En el bosque, Jason se encuentra con un juego de guerra corporativo; mata a los cinco miembros (tres al decapitarlos, el cuarto al desmembrarlo y el quinto al aplastar su cabeza en un árbol). Luego les roba un machete, y en el proceso descubre que ahora posee una fuerza sobrehumana como resultado de su resucitación.
En el campamento Forest Green, llegan los niños y los adolescentes haciendo todo lo posible para dirigir el campamento sin Darren y Lizabeth. Mientras tanto, Garris decide escoltar a Tommy fuera de su jurisdicción debido a su influencia sobre Megan. En el camino, Tommy intenta correr hacia la tumba de Jason, pero descubre que el cuidador la había cubierto para negar la responsabilidad de haberla desenterrado, y el cuerpo de Hawes está enterrado en su lugar. Luego, Tommy es esposado y escoltado fuera de la ciudad por Garris, quien le advierte que nunca regrese. Esa noche, Jason asesina al cuidador y a una pareja cercana que presencia el asesinato. Mientras tanto, Cort sale a tener sexo con una chica llamada Nicola Parsley, pero Jason los mata a ambos. Los hombres del sheriff encuentran los cuerpos de las víctimas y Garris inmediatamente implica que Tommy es el responsable de los asesinatos, creyendo que se ha vuelto loco imaginando a Jason.
Tommy contacta a Megan y la convence para que lo ayude a atraer a Jason de regreso a Crystal Lake. Mientras tanto, Jason se dirige al campamento y mata tanto a Sissy y a Paula, pero se abstiene de lastimar a los niños. Mientras tanto, Tommy y Megan son detenidos por Garris. A pesar de la coartada de Megan de que estaba con Tommy, él no cree que sea inocente y lo arresta, y luego va al campamento a investigar. Mientras Tommy y Megan desarrollan una artimaña para engañar al ayudante que mira y escapar, Jason mata a Garris y a otros dos ayudantes cuando llegan al campamento.
Jason está a punto de matar a Megan cuando Tommy lo llama desde el lago; aparentemente recordando a su asesino, Jason va tras Tommy en su lugar. Tommy es atacado en un bote en medio del lago y ata una roca alrededor del cuello de Jason para atraparlo. Jason se defiende, sosteniendo a Tommy bajo el agua el tiempo suficiente para aparentemente ahogarlo. Megan se apresura a salvarlo, pero casi muere cuando Jason la agarra de la pierna; ella gira el motor activado del bote alrededor del cuello de Jason, y él la suelta. Lleva a Tommy a la orilla y usa RCP para revivirlo. Tommy dice que finalmente ha terminado y que Jason está en casa. Debajo del agua, se muestra que Jason todavía está vivo, aunque anclado al fondo del lago, esperando otra oportunidad para regresar.

### Friday the 13th Part VII: The New Blood(1988)
Después de presenciar a su padre alcohólico abusando físicamente de su madre, Tina Shepard intenta escapar del caos en el hogar y se dirige a Crystal Lake en un bote. Cuando su padre la sigue en un intento por detenerla, las habilidades telequinéticas latentes de Tina emergen y accidentalmente destruye el muelle en el que está parado su padre, lo que hace que caiga al lago y se ahogue.
Años más tarde, una Tina ahora adolescente todavía lucha con el remordimiento por la muerte de su padre. Su madre, Amanda, la lleva a la misma residencia junto al lago como parte de su tratamiento con su psiquiatra, el Dr. Crews. Comienza una serie de experimentos (ataques verbales) diseñados para agitar el estado mental de Tina, obligando a que sus poderes se vuelvan más pronunciados. En realidad, solo está tratando de explotar sus poderes psíquicos. Después de una sesión particularmente perturbadora con el Dr. Crews, Tina sale corriendo de la cabaña hacia el muelle pensando en la muerte de su padre. Mientras piensa en él, desea que él regrese. Sus poderes despiertan sin saberlo al asesino en masa Jason Voorhees, que fue encadenado en el fondo de Crystal Lake hace años, y emerge del agua para cometer otra matanza.
Al lado de la residencia Shepard hay un grupo de adolescentes que organizan una fiesta de cumpleaños para su amigo Michael. El grupo incluye al primo de Michael, Nick, el pijo Russell y su novia Sandra, Ben y su novia Kate, el escritor de ciencia ficción Eddie, el drogadicto David, la alegre Robin, la tímida Maddy y la esnob socializada Melissa. Nick, que ha llegado solo para la fiesta, se siente atraído por Tina, para disgusto de Melissa. Melissa intenta separar a Nick y Tina, llegando incluso a besar a Eddie para poner celoso a Nick, pero sus planes son en vano, aparte de hacer que Eddie se sienta rechazado a partir de entonces. Tina le cuenta a Nick sobre Jason y tiene una visión de él asesinando a Michael. Mientras tanto, Jason mata a Michael y a su novia Jane, y luego también asesina a otra pareja que acampa en el bosque.
Cuando Tina se va con Nick a buscar a su madre, Jason procede a matar a los otros adolescentes uno por uno. Russell y Sandra van al lago a nadar. Mientras Sandra se sumerge desnuda, Russell es asesinado con un hacha en la cara. Sandra descubre su cuerpo antes de que Jason la sumerja bajo el agua y la ahogue. Maddy va a buscar a David pero encuentra el cuerpo de Russell. Ella corre en busca de ayuda, pero Jason la ataca en un granero cercano y la mata con una hoz. Jason luego mata a Ben aplastándole el cráneo y luego a Kate clavándole un cuerno de fiesta en el ojo. Dentro de la casa, Jason apuñala a David y abre el cuello de Eddie. Arriba, Robin encuentra la cabeza cortada de David y es arrojada por una ventana a su muerte. Cuando Jason ataca al Dr. Crews, se salva usando a Amanda como escudo humano, pero Jason finalmente lo mata con una cortadora de césped. Tina encuentra el cuerpo de su madre poco después y usa sus poderes para electrocutar a Jason y estrellar parte de la casa sobre él. Cuando Nick y Tina intentan contarle a Melissa lo que pasó, ella piensa que están locos y trata de irse, pero Jason la mata con un hacha en la cara.
Nick intenta luchar contra Jason, pero Jason rápidamente vence. Tina desata sus poderes, rompe la máscara de Jason y expone su rostro desfigurado y descompuesto. A medida que avanza la pelea, la cabaña junto al lago Shepard es destruida por un incendio explosivo y el ataque continúa en el muelle. Aunque Tina no puede matar a Jason, sin saberlo, convoca al espíritu de su padre, quien se eleva del lago y arrastra a Jason con él a las profundidades de Crystal Lake, encadenando al asesino en serie una vez más.
A la mañana siguiente, se llevan a Tina y Nick en una ambulancia. Alguien encuentra la máscara rota de Jason entre los escombros y la pantalla se vuelve negra mientras los susurros de Jason se escuchan en la distancia.

### Friday the 13th Part VIII: Jason Takes Manhattan(1989)
Ha pasado un año de los sucesos ocurridos en Viernes 13 Parte 7. Jimmy y Suzie, dos jóvenes que practican sexo en un yate que navega por el lago, reviven por error a Jason al arrojar el ancla, que daña unos cables eléctricos, causando que transmita electricidad a su cadáver que está en el fondo del lago. Jason cobra vida, consigue subir al yate y matar a la pareja, para después agarrar una máscara de hockey (utilizada por Jimmy, el chico, para gastar una broma) y esconderse en el barco.
Al día siguiente, unos estudiantes parten en crucero hacia Nueva York como parte del último curso. Entre ellos se encuentra Rennie Wickham, la joven sobrina del director del crucero, Charles McCulloh. El barco zarpa con Jason a bordo, quien consigue abordarlo gracias al yate que cogió en el lago.
En el barco se encuentran ocho jóvenes: Rennie y su novio Sean Robertson, Tamara Mason, Eva Watanabe, Julius Gaw, Miles Wolfe, J.J. Jarrett y Wayne Webber. J.J. es una guitarrista metalera que baja sola a la bodega del barco para tocar, pero poco después es asesinada por Jason con su propia guitarra eléctrica. Luego, en el sauna, cae otro chico, cuyo pecho es perforado con una brasa al rojo vivo por Jason. Finalmente, Tamara muere apuñalada por Jason en el baño con un trozo del espejo que él rompió. Poco después, Jason asesina al capitán Admiral Robertson (padre de Sean) y al segundo de a bordo, y hace sonar una señal de alarma en el barco. Eva va a buscar a su amiga Tamara, pero la encuentra muerta en el baño. El asesino persigue a Eva por todo el barco hasta el restaurante, donde consigue matarla. Wayne, el cineasta nerd que siempre está con su videocámara en la mano, baja a la bodega del barco y encuentra el cadáver de J.J; súbitamente es cogido por Jason y arrojado al generador eléctrico del barco, muriendo electrocutado y quemado vivo. Debido a esto, las llamas se expanden por el barco, incendiándolo. Jason encuentra a Miles y consigue matarlo tirándolo del palo de vigía de unos 8 m de altura haciendo que Miles sea atravesado por tres cuchillos filosos. Charles, Rennie, Sean, Julius y Mrs. Colleen Van Deusen huyen en un bote salvavidas, mientras el barco se hunde.
Dos noches después, los supervivientes llegan a Manhattan, Nueva York, pero poco después de desembarcar son atacados por dos pandilleros drogadictos que los asaltan y raptan a Rennie, pero luego son asesinados por Jason; al primero lo mata atravesándole el abdomen por la espalda con una Jeringa de Heroína usada; el segundo al ver lo ocurrido trata de vencer a Jason disparándole con su pistola Colt Cobra, pero es en vano y Jason lo mata estrellándole la cabeza contra una tubería de acero, con un golpe tan fuerte que el mismo tubo se parte. Rennie entonces logra escapar.
El boxeador negro Julius encuentra en un callejón un teléfono público y trata de pedir ayuda, pero Jason lo encuentra y lo persigue hasta un tejado. Allí muere decapitado por Jason de un puñetazo cuando trataba de vencerlo a puñetazos y su cabeza cae en un cubo de basura. Después de escapar, Rennie se reúne con Sean, Charles, Mrs. Deusen y un oficial de policía mientras tratan de encontrar a Julius, pero cuando se suben al coche encuentran en la parte delantera la cabeza de Julius llena de basura. Entonces, el oficial de policía trata de pedir ayuda por radio, pero es atrapado por Jason, quien se lo lleva a un callejón oscuro para matarlo. Rennie se sube al asiento de conductor y ve que Jason está en frente de ellos y atropella a Jason y creyendo que lo perdieron en el camino se encuentra un maniquí parecido a Jason cuando era niño y por la distracción chocan el Coche de policía contra una pared. Debido al violento choque, el motor se incendia y Rennie, Sean y Charles salen del coche menos Mrs. Deusen, y cuando el motor se incendia aún más Sean trata de salvar a Mrs. Deusen, pero el coche explota y Mrs. Deusen muere en el acto.
El tío de Rennie, Charles, es ahogado por Jason en un cubo de agua infecta y putrefacta.
Después de esto sólo quedan vivos Sean y Rennie, quienes corren a una estación de metro huyendo de Jason, quien atraviesa la puerta de la estación rompiendo el escaparate; entonces Sean y Rennie se suben a un metro que sale inmediatamente de la estación y creyendo que lograron perder a Jason descubren que él logró subirse al metro y continúa la persecución por los vagones hasta que Sean logra desenganchar el vagón con el paro de emergencia. Se bajan del metro y Jason también se baja, pero es atacado por Sean, quien lo arroja a la vía electrificada que alimenta el metro; Jason supuestamente muere electrocutado.
Sean y Rennie logran escapar y salen del metro subiendo a Times Square, pero descubren que Jason sobrevivió y continúa la persecución. Jason patea una caja de madera en la que estaba la radiograbadora de unos chicos pandilleros, quienes se ponen amenazantes contra Jason, pero éste levanta momentáneamente su máscara de hockey y les muestra su horrendo rostro, provocando que los pandilleros se asusten y salgan corriendo.
Sean y Rennie entran a un restaurante cercano donde piden ayuda, pero Jason los encuentra y entra en el restaurante destruyendo la puerta del mismo; el dueño, enfurecido, se acerca a Jason para reclamarle la puerta, a lo que Jason responde con su fuerza sobrehumana lanzándolo contra el espejo del restaurante y desmayándolo. Sean y Rennie salen corriendo por la puerta trasera del restaurante y llegan a las alcantarillas de Nueva York, donde se enfrentan a Jason y allí muere como última víctima un trabajador. Rennie logra neutralizar a Jason arrojándole a la cara ácido muriático; Jason se quita la máscara y brama como un elefante por el dolor de la quemadura del ácido que corroe su rostro. Rennie echa a correr, pero su heroica hazaña da resultado, ya que este baño de ácido corrosivo le quita mucha de su fuerza a Jason. Al final, los dos chicos consiguen salir de las alcantarillas, mientras Jason es arrastrado por una oleada de residuos tóxicos.
La escena final muestra cómo Sean y Rennie regresan a Times Square y empiezan a pasear sanos y salvos.

### Jason Goes to Hell: The Final Friday(1993)
Han pasado cuatro años de los sucesos ocurridos en Friday the 13th Part VIII: Jason Takes Manhattan y a través de una resurrección inexplicable, el asesino en serie Jason Voorhees está de vuelta en Crystal Lake (con la piel más deformada debido a los desechos tóxicos que lo alcanzaron en el final de la película anterior) y de nuevo está de caza, pero esta vez el asesino se encuentra en el lugar equivocado. Cuando está a punto de matar a una mujer (agente encubierta del FBI; Elizabeth Marcus), el FBI crea una trampa. Después de un intenso tiroteo, le lanzan un explosivo desde un Mortero y Jason vuela en pedazos, ocasionando su muerte, y sus restos son enviados a una morgue. Allí el forense principal, mientras analiza el corazón de Jason, es hipnotizado por él y empieza a comérselo, siendo poseído por el espíritu del asesino. Con su nuevo cuerpo, Jason procede a matar a un trabajador de la morgue y a un par de agentes del FBI. El espíritu oscuro salta de un cuerpo a otro a través de una serpiente demoníaca que representa el alma sanguinaria de Jason.
El cazarrecompensas Creighton Duke revela en una entrevista al periodista Robert Campbell de "American Casefiles", un programa local sensacionalista, que el haber destruido el cuerpo de Jason no lo detendrá y que solo él conoce el medio para acabar de forma definitiva con el asesino y que está dispuesto a hacerlo a cambio de medio millón de dólares; ante esto Robert señala que su programa está dispuesto a pagar si es capaz de asesinarlo. Poco después Duke visita a Diana Kimble en la cafetería donde trabaja e intenta hablar con ella sobre como detener a Jason pero esta se molesta por las groseras insinuaciones de Duke y acaba arrestado por el Sheriff Ed Landis.
Jason secuestra al policía Josh después de matar a la esposa de este, Edna, y a otras tres personas. Lo lleva a la casa de los Voorhees, donde lo afeita y transfiere su corazón en el cuerpo de Josh. Jason hace su camino a la casa de Diana. Luego de forcejear, Diana le dispara a Jason en la cabeza, pero no sirve de nada. Más tarde llega Steven, quien apuñala a Jason con un atizador de la chimenea. Pero Jason escapa cuando Steven intenta ayudar a Diana, quien muere en sus brazos. En ese momento llega Ed Landis (novio de Diana y Sheriff del pueblo), quien al ver esto cree que Steven asesinó a Diana, por lo que decide arrestarlo. Mientras tanto, Jessica está saliendo con el periodista Robert Campbell de "American Casefiles".
Steven es encerrado en la celda contigua a Duke y este le revela que Jason "Solo por una mujer Voorhees puede renacer o morir", es decir puede ser destruido para siempre si alguien de su linaje apuñala su corazón con cierta daga encantada, pero también, si consigue poseer el cuerpo de un familiar renacerá de inmediato. Los únicos parientes de Jason son su media hermana Diana, la hija de esta, Jessica y Stephanie, la hija de Jessica y de Steven Freeman.
Steven escapa de la cárcel y va a la casa de los Voorhees, pero cae a través de unas tablas podridas. En ese momento Robert llega a la casa y revela sus planes para "condimentar" la historia de Jason, por lo que robó del cuerpo de Diana de la morgue, también se jacta de tener relaciones sexuales con Jessica. Jason aparece y traspasa su alma al cuerpo de Robert mientras que el cuerpo de Josh, debido a ser poseído por Jason, se funde en un charco de sangre y carne. Jason intenta renacer a través de Jessica en la casa de su madre, pero es interrumpido por Steven, quien lo atropella y toma a Jessica en su coche para escapar juntos. Jessica cree que Steven mató a Robert (sin saber que es Jason) por lo que lo lanza fuera del coche. Jessica llega a la estación de policía, donde se encuentra Ed Landis y algunos policías presentes, les da la posición de Steven y un policía llamado Randy va en busca de este.
Jason golpea al oficial Landis y mata a otros tres oficiales. Jessica ahora cree en Steven y los dos se dirigen a Joey B.'s Diner para tomar y escapar con su bebé, pero al llegar son apuntados con una pistola por Joey (dueña del restaurante), que todavía no confía en Steven. Joey intenta llamar a la policía, pero se dan cuenta de que no hay línea por lo que manda a su hijo Ward a buscar ayuda a la jefatura. Al salir, Jason lo asesina y entra en el restaurante. Un cliente es asesinado por Jason. Joey, Shelby y Vicki intentan matar a Jason con armas de fuego. Mientras tanto, Jessica y Steve van en busca de su hijo a la bodega del restaurante, pero se dan cuenta de que su hijo ha desaparecido. Jason mata a Shelby y a Joey para después atacar a Jessica, pero esta es salvada por su amiga Vicki quien también acaba siendo asesinada por Jason, el cual se desploma después de recibir tanto daño. Jessica escapa, dejando solo a Steven, quien encuentra una nota dejada por Duke, en donde decía que tenía a su hija en la casa de los Voorhees.
Jessica llega a la casa, encontrándose con Duke, quien le da la daga especial y le explica que con ese cuchillo ahora es la única que puede acabar con Jason ya que es de su familia. Landis llega a la casa; en ese momento Duke se cae por unos tablones viejos al piso inferior. Jessica piensa que Landis es Jason, por lo que no confía en él. Randy también se hace presente en la casa, por lo que Duke le dice a Jessica que no confíe en ninguno de los dos y que debe matarlos. Al escuchar esto, Landis intenta quitarle la daga a Jessica, pero esta reacciona y lo mata. En este momento queda claro que Jason tomó el cuerpo de Randy, quien toma al bebé e intenta un ritual para "renacer", pero llega Steven para impedirlo, al herirlo en el cuello. De esta herida sale una criatura extraña que intenta atacar a Steven, pero este lo empuja, cayendo al sótano. Steven pregunta a Duke si es necesario que el pariente poseído por Jason deba estar vivo para que renazca y cuando este confirma que no es necesario el muchacho explica que el cadáver perdido de Diana está abajo. Al mismo tiempo, se muestra que Jason encuentra el cuerpo y lo posee.
Cuando Jessica, Steven y Duke se preparaban para salir de ahí, aparece Jason con su cuerpo "original", atacándolos y matando a Duke. Steven, enfadado, se enfrasca en una dura lucha contra Jason, mientras tanto Jessica busca la daga y cuando la encuentra se la clava a Jason. En ese momento unas manos salen de la tierra y atrapan a Jason, quedando solo su máscara tirada en el suelo. Al final de la película se puede ver que la mano de Freddy Krueger emerge de la tierra, llevándose la máscara de Jason a las profundidades infernales, convirtiendo este final en una especie de indicio de Freddy contra Jason.

### Jason X(2001)
El gobierno de los Estados Unidos consigue capturar al homicida múltiple Jason Voorhees (Kane Hodder) en el año 2008. El juez dictó que la sentencia de Jason fuera la pena de muerte y este fue ejecutado un sinfín de veces (desde la silla eléctrica hasta pelotones de fusilamiento e, incluso, el primitivo sistema de la horca) pero Jason era incapaz de morir. Finalmente, en 2010 Jason se encuentra encerrado en una prisión diseñada exclusivamente para tenerlo en cautiverio cerca de Crystal Lake, esperando su nueva sentencia (esta vez, dado que no puede ser exterminado, será puesto en suspensión criogénica). Por otra parte, Rowan LaFontaine (Lexa Doig), una investigadora gubernamental encargada de la futura criogenización de Voorhees, es informada por el coronel que Jason será trasladado a un laboratorio con el fin de investigar su mutación (Jason es capaz de regenerar tejidos orgánicos mucho más deprisa que el humano promedio). Sin embargo, Rowan se niega a ese descabellado plan debido al riesgo que conllevaría el escape de Jason a la ciudad. Sin ser escuchada, el coronel se dirige a la celda de Jason solo para descubrir que este ha escapado y ha acabado primero con la vida de los guardias que se encontraban ahí y después con la del propio coronel, quien es asesinado frente a los ojos de Rowan, quien corre a la cámara criogénica a tenderle una trampa a Jason. El plan funciona: Jason queda atrapado en la cámara y ya se ha iniciado la secuencia de criogenización. Desafortunadamente, Rowan es atravesada por el machete de Jason y esto provoca el cierre hermético de la habitación, con lo que ella queda atrapada en sueño criogénico junto con el psicópata.
Rowan y Jason quedan en suspensión criogénica por más de 400 años. En el año 2455 la contaminación ha convertido a la Tierra en un planeta inhabitable e incapaz de sustentar vida, hecho por el cual el hombre la abandonó y reconstruyó su civilización en un planeta bautizado como Tierra-Dos (Earth-Two). Una tripulación de universitarios (compuestos por Tsunaron, Janessa, Azrael y la androide Kay-Em14) y el profesor Lowe (Jonathan Potts) descubren los cuerpos de Jason y Rowan y afirman que pueden revivir a esta última con nanotecnología. Tras intentar mover a Jason, este se cae y su machete, accidentalmente, corta el brazo de Azrael (Dov Tiefenbach); este es inmediatamente atendido por Kay-Em14 (Lisa Ryder) y corren a su nave debido a que al abrir la compuerta, los cuerpos de Jason y Rowan empezaron a descomponerse. Una vez en su nave inician el despegue y llevan a Rowan y a Azrael al quirófano, mientras que Jason es dado por muerto y su cuerpo es registrado en la morgue de la nave para la autopsia.
Rowan es descongelada con nanotecnología a la vez que, con el mismo método, le es repuesto el brazo a Azrael. Ella despierta desconcertada, acostada en una cama frente a la tripulación que la rescató y es el profesor Lowe el que le informa de su nueva situación. Mientras, en la morgue, Jason empieza a dar señales de su resurrección (debido a que varios adolescentes estaban teniendo relaciones sexuales cerca de la zona) para finalmente despertar y matar a Adrianne (Kristi Angus), la estudiante encargada de su autopsia, congelando su rostro en nitrógeno líquido. Jason recoge su máscara de hockey (ya que fue removida de su rostro para la autopsia) y agarra un machete de la mesa de operaciones, dispuesto a iniciar una masacre en la nave.
Rowan, en una charla privada con Lowe, le comenta lo que es Jason (una imparable máquina homicida) y del peligro que conllevaría tenerlo en la nave. Rowan es nuevamente ignorada por su ahora nuevo comandante en jefe, ya que este planeaba preservarlo con fines lucrativos. Por su parte, Jason va subiendo los pisos de la nave dejando su firma de sangre en cada víctima suya hasta que los últimos adolescentes que quedan con vida (incluyendo a Rowan) se refugian en la sala de control donde se encuentran cara a cara con Jason. Rowan y los otros huyen mientras que Lowe (que también estaba en la sala) trata de negociar con Jason para ser un equipo y hacerse millonarios. Dado que a Jason solo le interesa matar, no solamente ignora la propuesta de Lowe, sino que lo mata frente a sus alumnos quienes corren a salvar al sargento Brodski (Peter Mensah) y, en un intento de escapar usando una nave de escape, son acorralados por Jason. Kinsa (Melody Johnson), una de las sobrevivientes, cierra la puerta de la única nave de escape que quedaba, ya que Jason se encontraba adentro y había matado al piloto. Esta finalmente colapsa y explota matando a Kinsa y, aparentemente, a Jason. No obstante, este consiguió salir a tiempo. Cuando todo parecía haber terminado, Tsunaron (Chuck Campbell) distrae a Jason, forzándolo a combatir con la mejorada Kay-Em14, la cual fue modificada por Tsunaron para ser experta en el combate cuerpo a cuerpo, la estrategia táctica y armamento. La nueva Kay-Em fulmina sin problemas a Jason a quien le vuela la cabeza, una pierna y un brazo, dejándolo sin vida.
Ya con Jason vencido, Rowan, Janessa (Melyssa Ade), Kay-Em, Tsunaron y Waylander (Derwin Jordan) van al laboratorio quirúrgico a curar a Brodski. Una vez que Brodski mejora, Waylander envía a la Tierra-II una señal de auxilio para ser rescatados en menos de 45 minutos (pasado ese límite la nave explotaría debido a que Jason destruyó los sistemas de control). También se les informa que no serán rescatados si no logran llegar a tiempo, lo que alarma a Janessa. Brodski propone volar los puentes que conectan el hemisferio este de la nave (en donde se encuentran) con el hemisferio oeste (el que está por explotar); de esta forma el rescate tendría más tiempo a favor. Con el plan en marcha buscan detonadores en el depósito de armamento. Sin embargo, y para su mala suerte, la habitación donde reposaba el cadáver de Jason era el laboratorio quirúrgico del principio (los demás tuvieron que usar el laboratorio de al lado para curar a Brodski) y un cortocircuito reactiva los nanobots quienes reparan a Jason volviéndolo más fuerte y poderoso que nunca.
Rowan y los otros colocan las últimas cargas cuando la nave se sacude y ven desde la puerta al nuevo y mejorado Uber-Jason (Kane Hodder). Kay-Em lo enfrenta nuevamente, pero ahora el nuevo cuerpo cibernético de Jason es a prueba de balas y capaz de soportar cualquier daño, por lo que Kay-Em es rápidamente vencida por Jason cortándole la cabeza (pero dado que ella es un androide aún sigue operativa) y atacando a Waylander, quien poseía el detonador. Todos menos Jason y Waylander salen del puente, Waylander activa las cargas y muere en la explosión.
La nave de rescate por fin llega, pero las compuertas de la nave ya no tienen energía y no se abren. Brodski, vistiendo un traje espacial, reparara los circuitos de la puerta mientras Rowan los repara desde adentro. Jason sobrevive a la explosión provocada por Waylander y al intentar entrar abre el casco de la nave, el cual succiona hacia afuera a Janessa. Rowan, Kay-Em y Tsunaron, al ver que Janessa está muerta y que Jason está por entrar a la nave, cierran la puerta. Enseguida se dirigen a la puerta para entrar en el túnel de extracción para poder abordar la nave de rescate, pero todos los que están en la puerta para el rescate se percatan de que Jason, como la propia máquina imparable homicida, derriba cada puerta que se entromete a su paso, y llegando donde están los demás. Tsunaron, con la ayuda de Kay-Em (la cabeza del androide), idea un plan en el cual el espacio en donde está Jason es transformado en un paisaje distinto con ayuda de un simulador, dándoles más tiempo. Desgraciadamente, Jason ve una puerta en la cual están los demás y se dirige a ella.
Tsunaron tiene otra idea e igualmente, con ayuda de la cabeza de Kay-Em, diseñan un paisaje parecido al de Crystal Lake, y cuando Jason se da la vuelta, ve a dos campistas que le ofrecen entre tener relaciones sexuales con él en el suelo o fumar marihuana, ya que eso les gusta y se meten cada una en una bolsa de dormir. Sin dudar, Jason las asesina, azotándolas una contra otra dentro de sus respectivas bolsas de dormir y a otra contra un árbol (siendo un simulador), el tiempo se termina, Jason nuevamente se dirige a la puerta, pero por suerte, Brodski termina de reparar la puerta, esta se abre y Tsunaron, Kay-Em y Rowan pasan a través de esta y llegan a la nave. Sin poder esperar a Brodski, el piloto separa la nave de rescate del resto y se van. Rowan, Tsunaron y Kay-Em ven cómo se destruye el resto de la nave y, aún peor, observan cómo Jason flotando rápidamente en el espacio se dirige a ellos, pero Brodski, estando en el espacio, usa el oxígeno de su traje y este sale a presión y se sacrifica para detener Jason, agarrando a este último y alejándolo de la nave. Todos están a salvo.
Rowan, Tsunaron y Kay-Em se salvaron. Kay-Em le pregunta a Tsunaron si volverá a caminar, y este le responde que trabajará en eso. Mientras, se ve cómo Brodski, aferrándose de Jason, entran en la atmósfera de un planeta cercano, quemándose. Una pareja en las orillas de un lago ve la estela del ingreso Brodski y Jason, confundiéndola con una estrella fugaz y el hombre le dice a la mujer que pida un deseo. En las aguas del lago, la máscara metálica de Jason cae hasta el fondo, con el borde quemado y negro, la máscara toca fondo y se puede escuchar un susurro final.

### Freddy vs. Jason(2003)
Freddy Krueger se encuentra atrapado en el infierno a raíz de que la nueva generación de adolescentes de Springwood no saben de su existencia, o lo han olvidado gracias a que los adultos del pueblo han aislado a quienes lo conocen y los tienen internados como pacientes en un hospital psiquiátrico; debido a esto, Freddy es incapaz de volver de la muerte. Obstinado en hacer que lo recuerden y le teman, localiza a Jason Voorhees, el asesino del campamento Crystal Lake, en el infierno y, personificado como Pamela Voorhees (la madre de Jason), Freddy convence a Jason de levantarse de nuevo e ir a la calle Elm de Springwood para asesinar a las personas que vivan ahí, aunque Jason es quien los matará, Freddy será culpado y así, el miedo creciente le permitirá recuperar sus poderes.
Jason llega a la casa 1428 de Elm Street, en la ciudad de Springwood, Ohio, ahora propiedad de Lori Campbell (Monica Keena) y su viudo padre. Mientras Lori y sus amigos Kia, Gibb, Blake y Trey están en la casa, Trey y Gibb van a la habitación de Lori para tener relaciones sexuales. Mientras Gibb se está duchando, Trey es asesinado brutalmente por Jason en la cama. Después de reportar el crimen, el grupo es llevado a la estación de policía para ser interrogado. Lori escucha a algunos oficiales discutir sobre el sospechoso de nombre Freddy y, al quedarse dormida, tiene un sueño acerca de él; permitiéndole obtener algunos de sus poderes de vuelta. Más tarde, Freddy trata de matar a Blake en su casa (quien también escuchó su nombre), pero es incapaz de hacerle daño, por lo que decide dejar que Jason continúe matando, lo que lleva a la muerte de Blake y su padre. A fin de evitar las sospechas sobre Freddy, la afirmación de la policía es que Blake, drogado, mató a Trey, a su propio padre, y luego se suicidó. Esa misma noche Will Rollins y su amigo Mark, escapan del manicomio Wetin Hills al enterarse del homicidio en la casa 1428 debido a que es el exnovio de Lori.
Lori empieza a tener pesadillas acerca de Freddy y les informa a Kia y Gibb al respecto en la escuela. Mientras ella describe a Freddy, Mark aparece para explicarle delante de varios estudiantes en los pasillos la historia del asesino. Will intenta consolar a Lori haciendo que esta se desmaye cuando vuelve a verlo después de varios meses sin saber de él. Esa misma noche Will y Mark empiezan a sospechar que Freddy está de regreso gracias a que el hermano de Mark sabía sobre el asesino antes de su misterioso suicidio. Mark también infiere que gracias a que Lori ha tenido sueños con Krueger, ahora todos sus compañeros de la escuela saben sobre el asesino y están a la merced del mismo en el momento en que se vayan a dormir.
En una fiesta rave, Gibb se queda dormida y tiene un sueño donde ella es atacada por Freddy después de que tomó la forma del difunto Trey, llevándola a su trampa. Un raver de la fiesta intenta violar a Gibb, pero entonces aparece Jason y los mata a ambos al empalarlos con una tubería, enfureciendo a Freddy porque perdió a su víctima, y se da cuenta de que Jason es más difícil de controlar de lo que pensaba, quien masacra a varios adolescentes en la fiesta mientras Lori, Will y el resto de sus amigos huyen despavoridos.
Poco después de la fiesta Will y Lori tratan de preguntarle a Mark todo lo que sabe sobre Krueger pero este es asesinado en sus sueños por Freddy, quien ya ha recuperado sus poderes. Will también le revela a Lori que la razón por la que fue enviado a Westin Hills fue porque contempló al padre de Lori asesinar a su esposa, pese a que Lori en un principio lo duda, termina convenciéndose cuando su padre rehúsa a darle una explicación, y huye con Will. Al día siguiente Will, Lori, Kia y dos compañeros, Freeburg y Linderman, escapan y se reúnen con el oficial Stubbs, quien les revela la identidad de Jason Voorhees. Con lo poco que saben de ambos asesinos descifran el plan original de Freddy y que él está perdiendo el control sobre Jason. Will recuerda que en el hospital psiquiátrico le daban una medicina experimental llamada Hypnocil, una droga que les impide soñar mientras duermen, por lo que se dirigen hacia allí. En Westin Hills, mientras el grupo intenta encontrar la medicina, Freddy posee el cuerpo de Freeburg mientras este se encontraba fumando marihuana y se deshace del Hypnocil. Jason los rastrea allí, electrocuta a Stubbs y es confrontado por Freddy en el cuerpo de Freeburg, quien inyecta a Jason con dos frascos de tranquilizantes pero Jason parte en dos a Freeburg antes de caer inconsciente. Ya dormido se encuentra con Freddy en el mundo de los sueños donde pretende deshacerse de él porque ya no lo necesita, pero le resulta difícil gracias a la gran resistencia de Jason para recibir daño aun en el mundo de los sueños.
Will, Lori, Kia y Linderman se llevan al inconsciente Jason atado al campamento Crystal Lake como parte del plan de Lori para regresar a su hogar y así pierda el interés en perseguirlos en caso de que derrote a Krueger, no obstante a medida que el tranquilizante para retener a Jason se agota, Lori decide usar la última dosis para ayudar a Jason y traer a Freddy al mundo real. Mientras tanto en el mundo de los sueños, Freddy descubre el miedo de Jason hacia el agua y lo usa a su favor para torturarlo.
Antes de que Freddy logre matar a Jason, Lori entra en el mundo de los sueños e interrumpe la pelea, causando que Jason se despierte en mundo real e intente atacar al grupo. Freddy, enfurecido, amenaza con matar a Lori en el mundo de los sueños y le revela que él fue quien mató a su madre y no su padre como había creído anteriormente. Will lleva a Lori dormida a una cabaña cerca del lago Crystal Lake para tratar de despertarla. Después, Jason ataca al grupo y causa un incendio en la cabaña. Kia y Linderman intentan atacar a Jason, pero los repele a ambos y hiere gravemente a Linderman. Justo cuando Freedy se encontraba a punto de violar a Lori esta logra traerlo al mundo real lo que da inicio a una nueva pelea entre los dos. Linderman muere desangrado mientras Kia busca reunirse con los demás, perdiendo la vida al ser asesinada por Jason al intentar distraer a Freddy.
Freddy y Jason continúan su batalla y Lori decide quedarse a presenciar el combate con tal de asegurarse de ver morir a Freddy. A medida que la pelea progresa Freddy gana ventaja sobre Jason hasta el punto en que se encuentra a punto de matarlo con su propio machete. Sin embargo Lori y Will hacen explotar tanques de gas en el muelle para matar a Freddy y a Jason. Cuando el fuego empieza a extenderse, Jason arranca el brazo con garras de Freddy y Freddy clava el machete de Jason en el pecho de éste. La explosión resultante envía a los dos al lago. Freddy sale del lago e intenta matar a Lori y Will con el machete de Jason, pero antes de hacerlo Jason ataca desde atrás a Freddy con el brazo con cuchillas que le arrancó, y después cae al agua. Lori toma el machete y lo usa para decapitar a Freddy, y luego lanza el machete al lago mientras ve cómo Jason se hunde. Lori y Will, aunque heridos, logran escapar ahora convencidos de que el combate acabó con la muerte de ambos asesinos.
A la mañana siguiente, Jason sale del lago, llevando su machete y la cabeza cortada de Freddy, que sonríe y guiña un ojo a la audiencia.

### Friday the 13th(2009)
En junio de 1980, Alice Hardy (Stephanie Rhodes) es la única chica superviviente de la masacre desatada en el campamento de Crystal Lake por Pamela Voorhees (Nana Visitor). Después de decapitar a Pamela con un machete, Alice logra escapar. Mientras tanto, un joven Jason Voorhees (Caleb Guss) (quien había sido testigo de ver a su madre asesinada por Alice) toma el machete y jura vengar la muerte de su madre al recordar sus palabras mientras se escuchan en un voice-over (voz de Kathleen Garrett).
29 años después, en 2009; cinco jóvenes —Wade (Jonathan Sadowski), Richie (Ben Feldman), su novia Amanda (America Olivo), Mike (Nick Mennell) y su novia Whitney (Amanda Righetti)— van al bosque en busca del cultivo de marihuana. Wade les cuenta a sus compañeros la historia de terror sobre el niño Jason, quien murió ahogado y ahora deambula por el bosque como un muerto en vida que castiga a los adolescentes irresponsables, pero nadie le cree. Durante esa noche, un adulto Jason (Derek Mears) aparece en el lugar y asesina uno por uno a los jóvenes, excepto a Whitney, quien la captura por su parecido físico a su madre cuando era joven.
Seis semanas después, siete chicos —Jenna (Danielle Panabaker), Trent (Travis Van Winkle), Bree (Julianna Guill), Chewie (Aaron Yoo), Lawrence (Arlen Escarpeta), Chelsea (Willa Ford) y Nolan (Ryan Hansen)— se dirigen a Crystal Lake en una camioneta. Mientras están en una tienda, se encuentran con Clay Miller (Jared Padalecki), quien está buscando a su hermana Whitney, una de las jóvenes que estaba en el grupo asesinado por Jason. Los chicos no le prestan mayor atención, a excepción de Jenna, quien le responde que no la ha visto. Después de llegar a la cabaña de Trent, ellos se ponen a festejar, mientras Clay continúa su búsqueda desplazándose en su moto. Un rato después de beber, Nolan le pregunta a Trent si Chelsea y él pueden ir al lago llevándose su camioneta y él les dice que sí, pero que no utilicen la lancha. Mientras tanto, Clay llega a la casa de una señora, quien le dice que si su hermana se perdió, probablemente ya esté muerta como el resto de gente que ha desaparecido y luego llega a la cabaña de los padres de Trent, donde Jenna le abre la puerta y lo invita a pasar, pero Trent no le deja. A pesar de esto, la joven decide acompañar a Clay en su búsqueda.
Nolan desobedece las órdenes de Trent agarrando su lancha con Chelsea haciendo esquí acuático en topless. Sin embargo, los jóvenes son asesinados por Jason, quien le entierra una flecha a Nolan y su machete a Chelsea. Mientras tanto, Clay y Jenna llegan al campamento de Crystal Lake y lo inspeccionan. Minutos después, ven cómo Jason llega al lugar cargando dos cadáveres y deciden ir a la casa de Trent para alertarles sobre el asesino. En la casa, Chewie rompe una silla y es obligado a ir al cobertizo para arreglarla, pero al entrar se encuentra con Jason y es asesinado.
Mientras Bree y Trent tienen sexo, Clay y Jenna llegan a la casa advirtiéndoles a los demás del asesino. Los jóvenes llaman por teléfono a la policía y esperan dentro de la casa. Lawrence decide buscar a su amigo Chewie al cobertizo, pero al llegar lo encuentra muerto. Justo entonces, Lawrence es atacado por Jason, quien le clava un hacha en la espalda. Mientras el joven grita a sus amigos que lo ayuden, Clay les dice que no salgan, ya que Jason lo está usando como carnada. Tras unos segundos, Jason llega donde está Lawrence y lo mata. Posteriormente, Jason entra a la casa por una ventana del segundo piso y asesina a Bree. Cuando llega el policía Bracke (Richard Burgi) y toca la puerta, Jason baja del techo y lo mata clavándole una lanza en el ojo. Aterrados, los tres jóvenes salen de la casa y huyen. Trent llega a la carretera y hace que una camioneta se detenga, pero Jason aparece de repente y lo apuñala con su machete.
Jenna y Clay llegan a la casa de Jason, en el campamento Crystal Lake, donde escuchan unos gritos provenientes del subterráneo y cuando los jóvenes bajan para inspeccionar y descubren que Whitney, aún sigue viva. Minutos después, llega Jason y se da cuenta de que Whitney había escapado y el asesino persigue a los tres jóvenes y logra matar a Jenna con su machete. Clay y Withney salen y se refugian en un granero y ahí, en un enfrentamiento entre Clay y Jason, éste consigue amarrarlo por el cuello con una cadena que colgaba de una viga y estaba atorada en una máquina que tritura madera, la máquina se enciende provocando que Jason se ahorque, pero la viga se rompe, liberándolo. Por suerte, la cadena sigue en su cuello y la máquina atrae al asesino a sus cuchillas, este se resiste con una enorme fuerza; en eso Whitney se le acerca con el machete, haciéndolo condundir como su madre y se lo clava en el pecho. Jason cae de cabeza contra la trituradora y lo termina matándolo.
A la mañana siguiente, Clay y Whitney tiran la máscara y el cuerpo de Jason en el lago. Sin embargo, un Jason resucitado emerge del muelle de madera hacia la superficie y agarra a Whitney.

## Recepción
| Película                                         | Rotten Tomatoes   | Rotten Tomatoes      | Rotten Tomatoes     | Metacritic      | Metacritic      | CinemaScore | IMDb                | FilmAffinity       |
| Película                                         | Crítica           | Críticos Importantes | Audiencia           | Crítica         | Audiencia       | CinemaScore | IMDb                | FilmAffinity       |
| ------------------------------------------------ | ----------------- | -------------------- | ------------------- | --------------- | --------------- | ----------- | ------------------- | ------------------ |
| Friday the 13th (1980)                           | 63% (56 reseñas)  | 38% (8 reseñas)      | 60% (227 982 votos) | 22 (11 reseñas) | 5.8 (256 votos) |             | 6.4 (142 031 votos) | 5.8 (35 632 votos) |
| Friday the 13th Part 2                           | 29% (45 reseñas)  | 0% (6 reseñas)       | 48% (67 764 votos)  | 26 (8 reseñas)  | 6.8 (77 votos)  |             | 6.1 (69 963 votos)  | 5.0 (4 844 votos)  |
| Friday the 13th Part III                         | 7% (29 reseñas)   |                      | 42% (65 180 votos)  | 30 (7 reseñas)  | 6.4 (68 votos)  |             | 5.6 (54 924 votos)  | 4.6 (3 871 votos)  |
| Friday the 13th: The Final Chapter               | 24% (33 reseñas)  |                      | 51% (64 765 votos)  | 33 (7 reseñas)  | 6.9 (70 votos)  |             | 6.0 (53 439 votos)  | 4.7 (3 221 votos)  |
| Friday the 13th: A New Beginning                 | 18% (22 reseñas)  |                      | 26% (61 637 votos)  | 16 (8 reseñas)  | 5.5 (60 votos)  |             | 4.7 (39 727 votos)  | 4.1 (2 380 votos)  |
| Friday the 13th Part VI: Jason Lives             | 50% (30 reseñas)  |                      | 53% (59 470 votos)  | 30 (10 reseñas) | 8.0 (88 votos)  | B           | 6.0 (46 269 votos)  | 4.4 (2 285 votos)  |
| Friday the 13th Part VII: The New Blood          | 35% (26 reseñas)  |                      | 37% (60 195 votos)  | 13 (9 reseñas)  | 7.9 (106 votos) | B           | 5.2 (38 258 votos)  | 3.9 (2 132 votos)  |
| Friday the 13th Part VIII: Jason Takes Manhattan | 11% (27 reseñas)  |                      | 27% (61 648 votos)  | 14 (10 reseñas) | 6.9 (212 votos) | C+          | 4.5 (39 206 votos)  | 3.6 (2 233 votos)  |
| Jason Goes to Hell: The Final Friday             | 16% (19 reseñas)  |                      | 24% (59 248 votos)  | 17 (11 reseñas) | 3.2 (88 votos)  |             | 4.1 (33 484 votos)  | 3.2 (2 161 votos)  |
| Jason X                                          | 19% (108 reseñas) | 15% (26 reseñas)     | 25% (71 202 votos)  | 25 (23 reseñas) | 7.4 (274 votos) | C           | 4.4 (57 473 votos)  | 3.1 (4 222 votos)  |
| Freddy vs. Jason                                 | 42% (162 reseñas) | 29% (41 reseñas)     | 50% (393 094 votos) | 37 (29 reseñas) | 8.3 (543 votos) | B+          | 5.7 (120 895 votos) | 3.7 (12 694 votos) |
| Friday the 13th (2009)                           | 25% (174 reseñas) | 17% (52 reseñas)     | 46% (220 826 votos) | 34 (29 reseñas) | 6.6 (361 votos) | B-          | 5.5 (109 394 votos) | 4.4 (8 598 votos)  |
| Promedio                                         | 28%               | 20%                  | 41%                 | 25              | 6.6             | B-          | 5.4                 | 4.2                |